# Selección de fútbol de Uganda
La selección de fútbol de Uganda es el equipo representativo del país en las competiciones oficiales. Es dirigida por la Federación de Asociaciones de Fútbol de Uganda. Es una selección perteneciente a la Confederación Africana de Fútbol. Su jugador más ilustre es el defensor Ibrahim Sekagya, quien pasó por el fútbol de Primera división de Argentina, Austria y la liga profesional de los Estados Unidos. Aparece en la lista de los grandes emblemas de su seleccionado.

## Historia
La selección de Uganda disputó su primer partido internacional el día 1 de mayo de 1926 frente a la selección de Kenia, partido el cual terminó empatando 1:1 frente a esta última. sin embargo no participó en la copa continental hasta 1962. En 1962 participó en la Copa Africana de Naciones 1962 donde solo participaron 4 equipos por lo cual el seleccionado ya estaba clasificada a semifinales, en la cual cae derrotado por 1:2 a manos de República Árabe Unida, para el partido por el tercer lugar la selección vuelve a caer, esta vez 0:3 frente a Túnez.
En 1974 participaron en la Copa Africana de Naciones 1974 donde no superó la primera ronda tras su derrota de 1:2 frente a Egipto, para luego conseguir un 2:2 frente a Costa de Marfil y por último perder por la mínima frente a Zambia. Dos años después fue nuevamente partícipe de la Copa Africana, para empezar la copa perdiendo 0:2 a manos de Etiopía, luego perder 1:2 frente a Egipto, para terminar la fase de grupo volviendo a perder 1:2 frente a Guinea.
En el año 1978 nuevamente se hizo parte de la Copa Africana en la cual debuta superando por 3:1 a Congo, para luego caer derrotado 1:3 frente a Túnez y ya para terminar la fase de grupos golea por 3:0 al seleccionado de Marruecos. En semifinales logra un 2:1 frente a Nigeria dando su paso directo a la final, sin embargo la selección de Uganda pierde el título al caer derrotado de 0:2 Ghana.
En el año 2016 logran conseguir la clasificación a la Copa Africana tras 39 años de ausencia al vencer 1:0 a Comores. Ya en el año 2017 vuelven a competir en el grupo D, grupo que comparten junto a Ghana, Egipto y Mali. En su primer partido ante Ghana cayeron por 1:0 con un tanto de penal de André Ayew. En el partido ante Egipto volvieron a perder por 1:0 y el gol lo marcó Abdalla El Said Bekhit. Ya en el tercer y último partido ante Mali obtuvieron su primer y único punto en el certamen al empatar 1:1 con goles de Bissouma para Mali y Farouk Miya para Uganda. El grupo finalizó con Egipto en el primer lugar con 7 puntos, Ghana segundo con 6 unidades, Mali tercero con 2 puntos y Uganda último con una sola unidad. Los dos primeros lograron acceder a los cuartos de final de la competencia.

## Estadísticas

### Copa Mundial de Fútbol
| Copa Mundial de Fútbol | Copa Mundial de Fútbol | Copa Mundial de Fútbol | Copa Mundial de Fútbol | Copa Mundial de Fútbol | Copa Mundial de Fútbol | Copa Mundial de Fútbol | Copa Mundial de Fútbol |
| Año                    | Ronda                  | J                      | G                      | E                      | P                      | GF                     | GC                     |
| ---------------------- | ---------------------- | ---------------------- | ---------------------- | ---------------------- | ---------------------- | ---------------------- | ---------------------- |
| 1930 - 1974            | No participó           | No participó           | No participó           | No participó           | No participó           | No participó           | No participó           |
| 1978                   | No clasificó           | No clasificó           | No clasificó           | No clasificó           | No clasificó           | No clasificó           | No clasificó           |
| 1982                   | Se retiró              | Se retiró              | Se retiró              | Se retiró              | Se retiró              | Se retiró              | Se retiró              |
| 1986                   | No clasificó           | No clasificó           | No clasificó           | No clasificó           | No clasificó           | No clasificó           | No clasificó           |
| 1990                   | No clasificó           | No clasificó           | No clasificó           | No clasificó           | No clasificó           | No clasificó           | No clasificó           |
| 1994                   | Se retiró              | Se retiró              | Se retiró              | Se retiró              | Se retiró              | Se retiró              | Se retiró              |
| 1998                   | No clasificó           | No clasificó           | No clasificó           | No clasificó           | No clasificó           | No clasificó           | No clasificó           |
| 2002                   | No clasificó           | No clasificó           | No clasificó           | No clasificó           | No clasificó           | No clasificó           | No clasificó           |
| 2006                   | No clasificó           | No clasificó           | No clasificó           | No clasificó           | No clasificó           | No clasificó           | No clasificó           |
| 2010                   | No clasificó           | No clasificó           | No clasificó           | No clasificó           | No clasificó           | No clasificó           | No clasificó           |
| 2014                   | No clasificó           | No clasificó           | No clasificó           | No clasificó           | No clasificó           | No clasificó           | No clasificó           |
| 2018                   | No clasificó           | No clasificó           | No clasificó           | No clasificó           | No clasificó           | No clasificó           | No clasificó           |
| 2022                   | No clasificó           | No clasificó           | No clasificó           | No clasificó           | No clasificó           | No clasificó           | No clasificó           |
| 2026                   | Por disputarse         | Por disputarse         | Por disputarse         | Por disputarse         | Por disputarse         | Por disputarse         | Por disputarse         |
| 2030                   | Por disputarse         | Por disputarse         | Por disputarse         | Por disputarse         | Por disputarse         | Por disputarse         | Por disputarse         |
| 2034                   | Por disputarse         | Por disputarse         | Por disputarse         | Por disputarse         | Por disputarse         | Por disputarse         | Por disputarse         |
| Total                  | 0/22                   | -                      | -                      | -                      | -                      | -                      | -                      |

### Copa Africana de Naciones
| Copa Africana de Naciones | Copa Africana de Naciones | Copa Africana de Naciones | Copa Africana de Naciones | Copa Africana de Naciones | Copa Africana de Naciones | Copa Africana de Naciones | Copa Africana de Naciones |
| Año                       | Ronda                     | J                         | G                         | E                         | P                         | GF                        | GC                        |
| ------------------------- | ------------------------- | ------------------------- | ------------------------- | ------------------------- | ------------------------- | ------------------------- | ------------------------- |
| 1957                      | No participó              | No participó              | No participó              | No participó              | No participó              | No participó              | No participó              |
| 1959                      | No participó              | No participó              | No participó              | No participó              | No participó              | No participó              | No participó              |
| 1962                      | Cuarto lugar              | 2                         | 0                         | 0                         | 2                         | 1                         | 5                         |
| 1963                      | Se retiró                 | Se retiró                 | Se retiró                 | Se retiró                 | Se retiró                 | Se retiró                 | Se retiró                 |
| 1965                      | No clasificó              | No clasificó              | No clasificó              | No clasificó              | No clasificó              | No clasificó              | No clasificó              |
| 1968                      | Fase de grupos            | 3                         | 0                         | 0                         | 3                         | 2                         | 8                         |
| 1970                      | No clasificó              | No clasificó              | No clasificó              | No clasificó              | No clasificó              | No clasificó              | No clasificó              |
| 1972                      | No clasificó              | No clasificó              | No clasificó              | No clasificó              | No clasificó              | No clasificó              | No clasificó              |
| 1974                      | Fase de grupos            | 3                         | 0                         | 1                         | 2                         | 3                         | 5                         |
| 1976                      | Fase de grupos            | 3                         | 0                         | 0                         | 3                         | 2                         | 6                         |
| 1978                      | Subcampeón                | 5                         | 3                         | 0                         | 2                         | 9                         | 7                         |
| 1980                      | Se retiró                 | Se retiró                 | Se retiró                 | Se retiró                 | Se retiró                 | Se retiró                 | Se retiró                 |
| 1982                      | Se retiró                 | Se retiró                 | Se retiró                 | Se retiró                 | Se retiró                 | Se retiró                 | Se retiró                 |
| 1984                      | No clasificó              | No clasificó              | No clasificó              | No clasificó              | No clasificó              | No clasificó              | No clasificó              |
| 1986                      | No clasificó              | No clasificó              | No clasificó              | No clasificó              | No clasificó              | No clasificó              | No clasificó              |
| 1988                      | No clasificó              | No clasificó              | No clasificó              | No clasificó              | No clasificó              | No clasificó              | No clasificó              |
| 1990                      | Se retiró                 | Se retiró                 | Se retiró                 | Se retiró                 | Se retiró                 | Se retiró                 | Se retiró                 |
| 1992                      | No clasificó              | No clasificó              | No clasificó              | No clasificó              | No clasificó              | No clasificó              | No clasificó              |
| 1994                      | No clasificó              | No clasificó              | No clasificó              | No clasificó              | No clasificó              | No clasificó              | No clasificó              |
| 1996                      | No clasificó              | No clasificó              | No clasificó              | No clasificó              | No clasificó              | No clasificó              | No clasificó              |
| 1998                      | No clasificó              | No clasificó              | No clasificó              | No clasificó              | No clasificó              | No clasificó              | No clasificó              |
| 2000                      | No clasificó              | No clasificó              | No clasificó              | No clasificó              | No clasificó              | No clasificó              | No clasificó              |
| 2002                      | No clasificó              | No clasificó              | No clasificó              | No clasificó              | No clasificó              | No clasificó              | No clasificó              |
| 2004                      | No clasificó              | No clasificó              | No clasificó              | No clasificó              | No clasificó              | No clasificó              | No clasificó              |
| 2006                      | No clasificó              | No clasificó              | No clasificó              | No clasificó              | No clasificó              | No clasificó              | No clasificó              |
| 2008                      | No clasificó              | No clasificó              | No clasificó              | No clasificó              | No clasificó              | No clasificó              | No clasificó              |
| 2010                      | No clasificó              | No clasificó              | No clasificó              | No clasificó              | No clasificó              | No clasificó              | No clasificó              |
| 2012                      | No clasificó              | No clasificó              | No clasificó              | No clasificó              | No clasificó              | No clasificó              | No clasificó              |
| 2013                      | No clasificó              | No clasificó              | No clasificó              | No clasificó              | No clasificó              | No clasificó              | No clasificó              |
| 2015                      | No clasificó              | No clasificó              | No clasificó              | No clasificó              | No clasificó              | No clasificó              | No clasificó              |
| 2017                      | Fase de grupos            | 3                         | 0                         | 1                         | 2                         | 1                         | 3                         |
| 2019                      | Octavos de final          | 4                         | 1                         | 1                         | 2                         | 3                         | 4                         |
| 2021                      | No clasificó              | No clasificó              | No clasificó              | No clasificó              | No clasificó              | No clasificó              | No clasificó              |
| 2023                      | No clasificó              | No clasificó              | No clasificó              | No clasificó              | No clasificó              | No clasificó              | No clasificó              |
| 2025                      | Clasificado               | Clasificado               | Clasificado               | Clasificado               | Clasificado               | Clasificado               | Clasificado               |
| 2027                      | Clasificado por anfitrión | Clasificado por anfitrión | Clasificado por anfitrión | Clasificado por anfitrión | Clasificado por anfitrión | Clasificado por anfitrión | Clasificado por anfitrión |
| Total                     | 9/36                      | 23                        | 4                         | 3                         | 16                        | 21                        | 38                        |

## Selección local

### Campeonato Africano de Naciones
| Campeonato Africano de Naciones | Campeonato Africano de Naciones | Campeonato Africano de Naciones | Campeonato Africano de Naciones | Campeonato Africano de Naciones | Campeonato Africano de Naciones | Campeonato Africano de Naciones | Campeonato Africano de Naciones |
| Año                             | Ronda                           | J                               | G                               | E                               | P                               | GF                              | GC                              |
| ------------------------------- | ------------------------------- | ------------------------------- | ------------------------------- | ------------------------------- | ------------------------------- | ------------------------------- | ------------------------------- |
| 2009                            | No clasificó                    | No clasificó                    | No clasificó                    | No clasificó                    | No clasificó                    | No clasificó                    | No clasificó                    |
| 2011                            | Fase de grupos                  | 3                               | 0                               | 0                               | 3                               | 1                               | 5                               |
| 2014                            | Fase de grupos                  | 3                               | 1                               | 1                               | 1                               | 3                               | 4                               |
| 2016                            | Fase de grupos                  | 3                               | 0                               | 2                               | 1                               | 3                               | 4                               |
| 2018                            | Fase de grupos                  | 3                               | 0                               | 1                               | 2                               | 1                               | 4                               |
| 2020                            | Fase de grupos                  | 3                               | 0                               | 1                               | 2                               | 3                               | 7                               |
| 2022                            | Fase de grupos                  | 3                               | 1                               | 1                               | 1                               | 2                               | 3                               |
| Total                           | 6/7                             | 18                              | 2                               | 6                               | 10                              | 13                              | 27                              |

## Últimos partidos y próximos encuentros
Actualizado al último partido jugado el 11 de agosto de 2025
| Fecha      | Ciudad     | Local         | Resultado | Visitante     | Competición                            |
| ---------- | ---------- | ------------- | --------- | ------------- | -------------------------------------- |
| 09-09-2024 | Kampala    | Uganda        | 2:0       | Congo         | Clas. Copa Africana de Naciones 2025   |
| 10-10-2024 | Kampala    | Uganda        | 1:0       | Sudán del Sur | Clas. Copa Africana de Naciones 2025   |
| 15-10-2024 | Yuba       | Sudán del Sur | 1:2       | Uganda        | Clas. Copa Africana de Naciones 2025   |
| 15-11-2024 | Kampala    | Uganda        | 0:2       | Sudáfrica     | Clas. Copa Africana de Naciones 2025   |
| 19-11-2024 | Brazaville | Congo         | 0:1       | Uganda        | Clas. Copa Africana de Naciones 2025   |
| 26-12-2024 | Kampala    | Uganda        | 1:0       | Burundi       | Clasificación Campeonato Africano 2025 |
| 29-12-2024 | Kampala    | Burundi       | 0:1       | Uganda        | Clasificación Campeonato Africano 2025 |
| 20-03-2025 | El Cairo   | Mozambique    | 3:1       | Uganda        | Clasificación Copa Mundial 2026        |
| 25-03-2025 | Kampala    | Uganda        | 1:0       | Guinea        | Clasificación Copa Mundial 2026        |
| 06-06-2025 | Marrakech  | Camerún       | 3:0       | Uganda        | Partido amistoso                       |
| 09-06-2025 | Marrakech  | Uganda        | 1:1       | Gambia        | Partido amistoso                       |
| 22-07-2025 | Karatu     | Tanzania      | 1:0       | Uganda        | Partido amistoso                       |
| 24-07-2025 | Karatu     | Uganda        | 2:1       | Senegal       | Partido amistoso                       |
| 04-08-2025 | Kampala    | Uganda        | 0:3       | Argelia       | Campeonato Africano 2025               |
| 08-08-2025 | Kampala    | Uganda        | 3:0       | Guinea        | Campeonato Africano 2025               |
| 11-08-2025 | Kampala    | Uganda        | 2:0       | Níger         | Campeonato Africano 2025               |
| 18-08-2025 | Kampala    | Uganda        | -:-       | Sudáfrica     | Campeonato Africano 2025               |

## Record ante otras selecciones
Actualizado al 15 de octubre de 2024.
| Rival                           | PJ  | PG  | PE  | PP  | GF  | GC  | DIF  |
| ------------------------------- | --- | --- | --- | --- | --- | --- | ---- |
| Argelia                         | 12  | 2   | 4   | 6   | 10  | 18  | −8   |
| Angola                          | 8   | 3   | 2   | 3   | 10  | 10  | 0    |
| Arabia Saudita                  | 2   | 0   | 1   | 1   | 1   | 3   | −2   |
| Benín                           | 2   | 1   | 0   | 1   | 3   | 5   | −2   |
| Baréin                          | 2   | 0   | 1   | 1   | 1   | 3   | -2   |
| Botsuana                        | 6   | 4   | 2   | 0   | 8   | 2   | +6   |
| Burkina Faso                    | 8   | 1   | 5   | 2   | 4   | 6   | −2   |
| Burundi                         | 14  | 9   | 3   | 2   | 26  | 9   | +17  |
| Camerún                         | 7   | 1   | 4   | 2   | 7   | 11  | −4   |
| Cabo Verde                      | 4   | 3   | 0   | 1   | 3   | 1   | +2   |
| Chad                            | 1   | 1   | 0   | 0   | 2   | 0   | +2   |
| Comoras                         | 2   | 2   | 0   | 0   | 2   | 0   | +2   |
| Costa de Marfil                 | 6   | 1   | 1   | 4   | 5   | 10  | −5   |
| Congo                           | 7   | 4   | 1   | 2   | 13  | 7   | +6   |
| Egipto                          | 20  | 2   | 2   | 16  | 12  | 33  | −21  |
| Ecuador                         | 1   | 1   | 0   | 0   | 2   | 1   | +1   |
| Eslovaquia                      | 1   | 1   | 0   | 0   | 3   | 1   | +2   |
| Eritrea                         | 5   | 4   | 0   | 1   | 12  | 4   | +8   |
| Etiopía                         | 32  | 14  | 8   | 10  | 47  | 37  | +10  |
| Gabón                           | 3   | 0   | 2   | 1   | 1   | 2   | −1   |
| Gambia                          | 1   | 0   | 1   | 0   | 1   | 1   | 0    |
| Ghana                           | 12  | 3   | 5   | 4   | 8   | 11  | −3   |
| Guinea                          | 7   | 2   | 1   | 4   | 10  | 14  | −4   |
| Guinea-Bisáu                    | 2   | 2   | 0   | 0   | 3   | 0   | +3   |
| Islandia                        | 1   | 0   | 1   | 0   | 1   | 1   | 0    |
| Irán                            | 1   | 0   | 1   | 0   | 2   | 2   | 0    |
| Irak                            | 4   | 1   | 2   | 1   | 3   | 4   | -1   |
| Kenia                           | 55  | 21  | 22  | 12  | 64  | 56  | +8   |
| Kuwait                          | 2   | 1   | 1   | 0   | 3   | 1   | +2   |
| Líbano                          | 1   | 1   | 0   | 0   | 2   | 0   | +2   |
| Lesoto                          | 5   | 3   | 2   | 0   | 8   | 0   | +8   |
| Liberia                         | 4   | 2   | 0   | 2   | 2   | 4   | −2   |
| Libia                           | 4   | 1   | 2   | 1   | 6   | 6   | 0    |
| Madagascar                      | 6   | 3   | 0   | 3   | 10  | 6   | +4   |
| Malaui                          | 27  | 12  | 7   | 8   | 31  | 26  | +5   |
| Malí                            | 7   | 0   | 4   | 3   | 4   | 10  | −6   |
| Mauritania                      | 3   | 3   | 0   | 0   | 6   | 0   | +6   |
| Mauricio                        | 5   | 3   | 1   | 1   | 13  | 5   | +8   |
| Marruecos                       | 4   | 2   | 0   | 2   | 6   | 7   | -1   |
| Moldavia                        | 1   | 1   | 0   | 0   | 3   | 2   | +1   |
| Níger                           | 8   | 4   | 2   | 2   | 10  | 7   | +3   |
| Nigeria                         | 8   | 4   | 1   | 3   | 6   | 5   | +1   |
| República Democrática del Congo | 14  | 5   | 2   | 7   | 10  | 23  | −13  |
| República Centroafricana        | 1   | 0   | 0   | 1   | 0   | 1   | −1   |
| Ruanda                          | 34  | 16  | 10  | 8   | 43  | 28  | +15  |
| Santo Tomé y Príncipe           | 1   | 1   | 0   | 0   | 3   | 1   | +2   |
| Senegal                         | 7   | 1   | 3   | 3   | 3   | 7   | −4   |
| Seychelles                      | 3   | 3   | 0   | 0   | 8   | 2   | +6   |
| Somalia                         | 22  | 18  | 3   | 1   | 62  | 8   | +54  |
| Sudáfrica                       | 5   | 0   | 2   | 3   | 6   | 9   | −3   |
| Sudán del Sur                   | 9   | 6   | 2   | 1   | 20  | 6   | +14  |
| Sudán                           | 25  | 13  | 6   | 6   | 40  | 29  | +11  |
| Suiza                           | 1   | 1   | 0   | 0   | 4   | 0   | +4   |
| Tayikistán                      | 1   | 0   | 1   | 0   | 1   | 1   | 0    |
| Tanzania                        | 57  | 34  | 14  | 9   | 97  | 51  | +46  |
| Togo                            | 9   | 2   | 1   | 6   | 6   | 12  | −6   |
| Túnez                           | 5   | 0   | 0   | 5   | 1   | 16  | −15  |
| Turkmenistán                    | 1   | 0   | 1   | 0   | 0   | 0   | 0    |
| Uzbekistán                      | 1   | 0   | 0   | 1   | 2   | 4   | -2   |
| Yibuti                          | 5   | 5   | 0   | 0   | 34  | 4   | +30  |
| Yemen                           | 1   | 0   | 1   | 0   | 2   | 2   | 0    |
| Zambia                          | 36  | 11  | 7   | 18  | 38  | 48  | -10  |
| Zimbabue                        | 16  | 2   | 9   | 5   | 10  | 14  | −4   |
| Total                           | 565 | 241 | 151 | 173 | 764 | 598 | +166 |

## Palmarés
- Copa Gossage (22): 1928, 1929, 1930, 1932, 1935, 1936, 1937, 1938, 1939, 1940, 1943, 1945, 1947, 1948, 1952, 1954, 1955, 1956, 1957, 1960, 1962 y 1963.
- Copa Senior Challenge para el Este y Centro de África (3): 1968, 1969 y 1970.
- Copa CECAFA (15): 1973, 1976, 1977, 1989, 1990, 1992, 1996, 2000, 2003, 2008, 2009, 2011, 2012, 2015 y 2019.

## Entrenadores
- Alan Rogers (1965–1966)[2]
- Robert Kiberu (1967–1968)[3]
- Burkhard Pape (1968–1972)[3][4]
- David Otti (1973–1974)[5][6]
- Westerhoff Otto (1974–1975)[6]
- David Otti (interino- 1975–1976)[6]
- Peter Okee (1976–1981)[6]
- Bidandi Ssali (1982)[6]
- Peter Okee (1983)[6]
- George Mukasa (1984–1985)[6]
- Barnabas Mwesiga (1986–1988)[6]
- Robert Kiberu (1988–1989)[6]
- Polly Ouma (1989–1995)[7]
- Timothy Ayieko (1995–1996)[7]
- Asuman Lubowa (1996–1999)[7]
- Paul Hasule (1999)[7]
- Harrison Okagbue (diciembre de 1999–2001)[7]
- Paul Hasule (2001–2003)[7]
- Pedro Pasculli (2003)[7]
- Leo Adraa (2003–2004)[7]
- Charles Namakoola (interino- 2003)[7]
- Mike Mutebi (2004)[7]
- Muhammed Abbas (2004–2006)[7][8]
- Csaba László (2006–2008)[7]
- Bobby Williamson (2008–2013)[9][10]
- Milutin Sredojević (2013–2017)[11]
- Sébastien Desabre (2017–2019)[12][13]
- Johnny McKinstry (2019–2021)[14][15]
- Milutin Sredojević (2021–2023)[16][17]
- Morley Byekwaso (interino- 2023)[18][19]
- Paul Put (2023–presente)[1]

## Jugadores

### Última convocatoria
| No. | Pos. | Jugador           | Fecha de nacimiento (edad)         | Apa. | Goles | Club               |
| --- | ---- | ----------------- | ---------------------------------- | ---- | ----- | ------------------ |
|     | POR  | Ismail Watenga    | 155 de mayo de 1995 (30 años)      | 22   | 0     | Chippa United      |
|     | POR  | Giosue Bellagambi | 11 de agosto de 2001 (24 años)     | 1    | 0     | Huddersfield Town  |
|     | POR  | Charles Lukwago   | 24 de noviembre de 1992 (32 años)  | 18   | 0     | Saint George       |
|     |      |                   |                                    |      |       |                    |
|     | DEF  | Saidi Kyeyune     | 1 de enero de 1993 (32 años)       | 20   | 3     | URA                |
|     | DEF  | Shafiq Kagimu     | 28 de mayo de 1998 (27 años)       | 19   | 0     | URA                |
|     | DEF  | Isaac Muleme      | 10 de octubre de 1992 (32 años)    | 44   | 0     | Viktoria Žižkov    |
|     | DEF  | Bevis Mugabi      | 5 de enero de 1995 (30 años)       | 10   | 0     | Motherwell         |
|     | DEF  | Ronald Mukiibi    | 16 de septiembre de 1991 (33 años) | 14   | 0     | Östersunds         |
|     | DEF  | Herbert Bockhorn  | 31 de enero de 1996 (29 años)      | 14   | 0     | VfL Bochum         |
|     | DEF  | Timothy Awany     | 8 de junio de 1996 (29 años)       | 38   | 0     | Ashdod             |
|     | DEF  | Mustafa Kizza     | 10 de marzo de 1999 (26 años)      | 16   | 4     | CF Montréal        |
|     | DEF  | Joseph Ochaya     | 14 de diciembre de 1993 (31 años)  | 57   | 2     | Mazembe            |
|     | DEF  | Nicholas Wadada   | 27 de julio de 1994 (31 años)      | 61   | 1     | Azam               |
|     |      |                   |                                    |      |       |                    |
|     | MED  | Halid Lwaliwa     | 22 de agosto de 1996 (28 años)     | 24   | 1     | Vipers             |
|     | MED  | Murushid Juuko    | 14 de abril de 1994 (31 años)      | 43   | 1     | Express            |
|     | MED  | Farouk Miya       | 26 de noviembre de 1997 (27 años)  | 68   | 22    | Lviv               |
|     | MED  | Elvis Bwomono     | 29 de noviembre de 1998 (26 años)  | 2    | 0     | ÍBV                |
|     | MED  | Micheal Azira     | 22 de agosto de 1987 (37 años)     | 15   | 0     | New Mexico United  |
|     | MED  | Luwagga Kizito    | 20 de diciembre de 1993 (31 años)  | 46   | 1     | Hapoel Nof HaGalil |
|     | MED  | Khalid Aucho      | 8 de agosto de 1993 (32 años)      | 57   | 2     | Young Africans     |
|     | MED  | Moses Waiswa      | 20 de abril de 1997 (28 años)      | 19   | 1     | SuperSport United  |
|     | MED  | Allan Okello      | 6 de abril de 2000 (25 años)       | 15   | 3     | Paradou            |
|     | MED  | Taddeo Lwanga     | 21 de mayo de 1994 (31 años)       | 22   | 1     | Simba              |
|     |      |                   |                                    |      |       |                    |
|     | DEL  | Milton Karisa     | 27 de julio de 1995 (30 años)      | 27   | 2     | Vipers             |
|     | DEL  | Yunus Sentamu     | 13 de agosto de 1994 (31 años)     | 26   | 5     | Vipers             |
|     | DEL  | Saidi Kyeyune     | 1 de enero de 1993 (32 años)       | 20   | 3     | URA                |
|     | DEL  | Fahad Bayo        | 5 de octubre de 1998 (26 años)     | 13   | 6     | Bnei Sakhnin       |
|     | DEL  | Emmanuel Okwi     | 25 de diciembre de 1992 (32 años)  | 86   | 26    | Al-Ittihad         |
|     | DEL  | Derrick Nsibambi  | 19 de junio de 1994 (31 años)      | 25   | 7     | Sidama Coffee      |
|     | DEL  | Lumala Abdu       | 21 de julio de 1997 (28 años)      | 10   | 1     | Pyramids           |